# Vlasbekje
Het Vlasbekje (Linaria vulgaris), ook "vlasleeuwenbek" genaamd, is een algemeen voorkomende, overblijvend kruid uit de weegbreefamilie (Plantaginaceae). De plant komt op het hoge noorden na voor in heel Europa en in West-Azië.
De 3–8 cm lange bladeren zijn lancetvormig (3–6 mm breed) en hebben twee kleine steunblaadjes aan de bladvoet.
De planten lijken als ze nog niet bloeien veel op jonge vlasplanten.
De plant kan 30–90 cm hoog worden en bloeit in trossen aan de stengeltoppen van juni tot eind september met gele bloemen. Het masker of gehemelte, dat is de welving van de onderlip die de opening van de bloem afsluit, is meestal oranje, soms lichtgeel.
De zaadproductie is zeer groot en kan meer dan 32.000 zaden per plant bedragen.

## Ecologie
De plant komt algemeen voor op zandgrond, onder meer op ruderale plaatsen (ruigten, puinhopen), duinen en in wegbermen. De soort wordt in de wegbermen wel ingezaaid tegelijk met andere soorten.
Doordat de bloem door middel van de onderlip is afgesloten, kan de bestuiving alleen gedaan worden door krachtige insecten zoals hommels of bijen. Omdat de nectar zich achter in het lange spoor bevindt, blijven hierdoor vooral langtongige hommels over.
De plant is waardplant voor de larven van een groot aantal Lepidoptera-soorten en andere insecten zoals wolfsmelkuil (Acronicta euphorbiae), boksbaardvlinder (Amphipyra tragopoginis), gamma-uil (Autographa gamma'), vlasbekuiltje (Calophasia lunula), Charidryas gorgone carlota, vlasbekdwergspanner (Eupithecia linariata), heidedwergspanner (Eupithecia satyrata), Falseuncaria ruficiliana, tweekleurige parelmoervlinder (Proclossiana eunomia eunomia), oranje o-vlinder (Pyrrhia umbra), randvlekuil (Rusina ferruginea) en Stenoptilia bipunctidactyla.

## Gebruik
Vroeger werd de plant gebruikt als laxeermiddel of urine-afdrijvend middel. Ook werd hij gebruikt bij lever- en miltkwalen. Zomersproeten en geelzucht zouden ermee verdwijnen.
Vandaag de dag speelt de plant geen rol meer in de geneeskunde.
In de Middeleeuwen werd een aftreksel van de plant toegevoegd aan het water waarmee de was werd gedaan. Hierdoor werd de grauwe kleur van de was enigszins verbloemd. Ook werden kinderen gewassen met een aftreksel van de plant om hen zodoende te beschermen tegen betovering;.

## Afbeeldingen

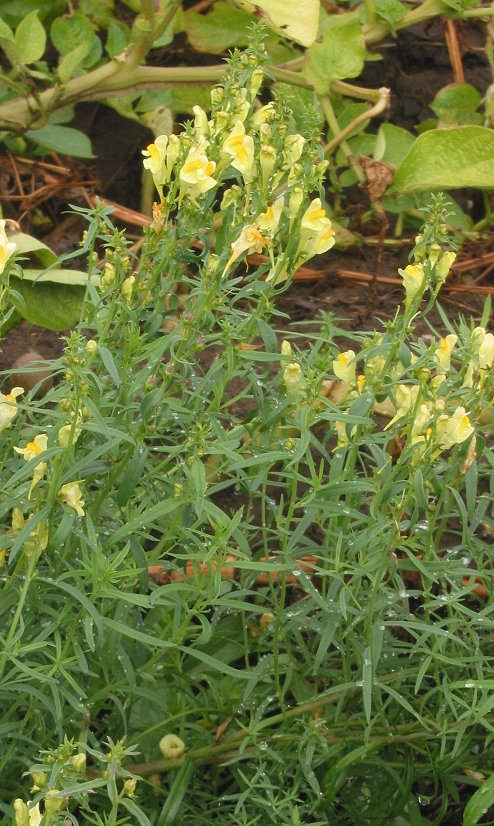
Vlasbekje
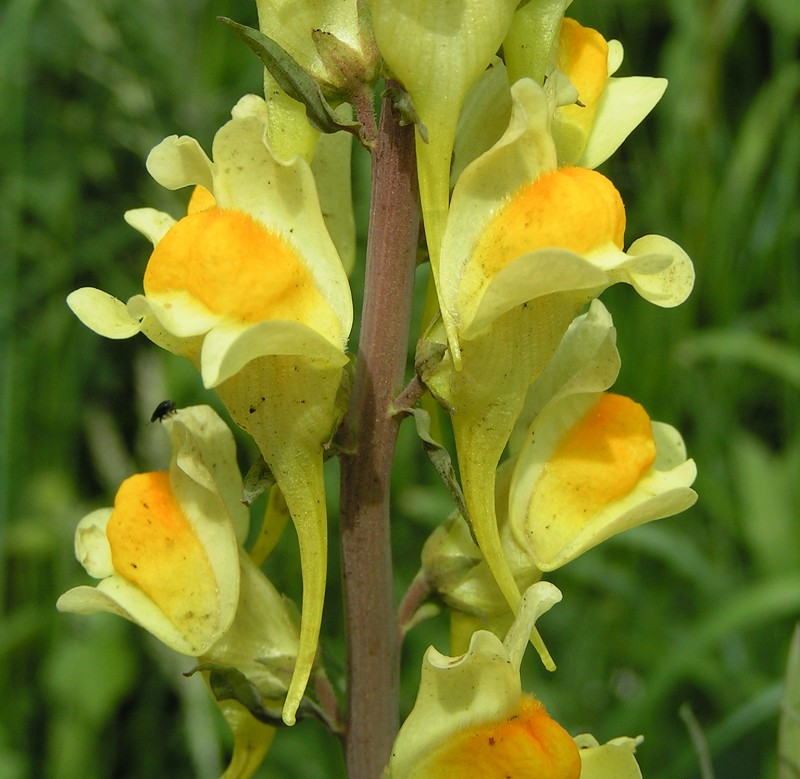
Vlasbekje: bloemen met lange sporen
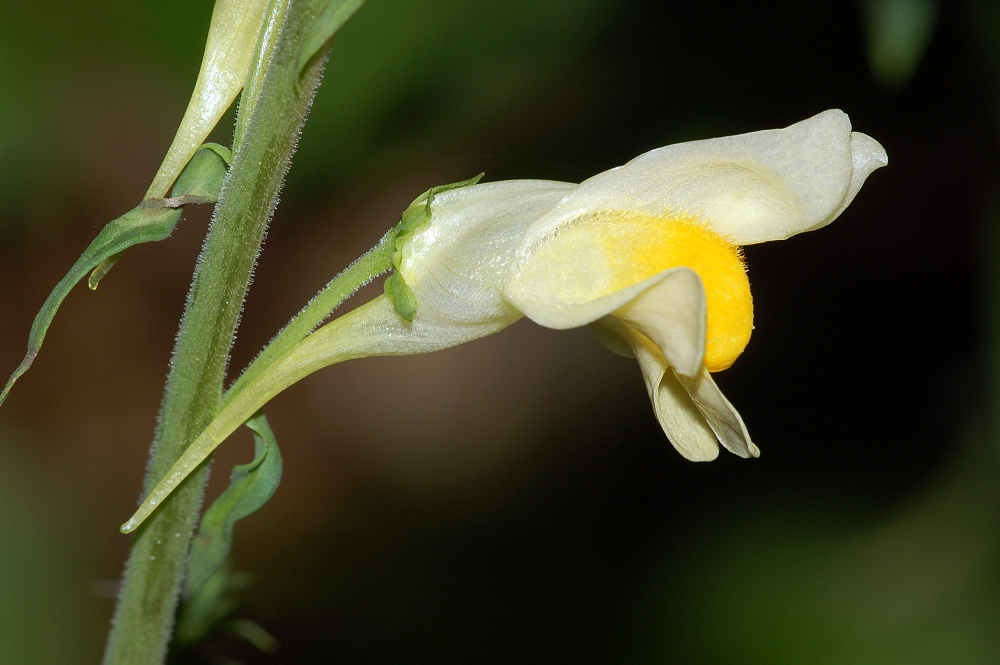
Vlasbekje

... · 
L. arvensis (Blauwe leeuwenbek) · 
L. alpina (Alpenleeuwenbek) · 
L. canadensis · 
L. dalmatica · 
L. genistifolia · 
L. pelisseriana · 
L. purpurea (Walstroleeuwenbek) · 
L. repens (Gestreepte leeuwenbek) · 
L. supina (Liggende leeuwenbek) · 
L. triornithophora · 
L. vulgaris (Vlasbekje) · 
...